# 犬齒喉盤魚
犬齒喉盤魚（學名：Gobiesox canidens），為輻鰭魚綱喉盤魚目喉盤魚科的其中一種，被IUCN列為易危保育類動物，分布於中東太平洋墨西哥雷維利亞希赫多群島海域，為特有種，深度0至10公尺，本魚呈蝌蚪形，頭寬，凹陷，頭部和上唇邊緣有發達的葉狀乳突，後鼻孔位於眼前緣上方，前鼻孔大，有2個大而寬的葉，上頜各有一排不規則的尖齒，後排牙齒不規則，犬齒位於側面，體不被鱗，覆有粘液層，腹鰭喉位，與周圍的皮褶特化成一吸盤，前部、中部和後部有乳突，背鰭鰭條11枚、臀鰭鰭條8枚、胸鰭鰭條22枚、尾鰭鰭枚10枚，體表及體側均勻呈深黑褐色，背鰭、臀鰭及尾鰭顏色相同，邊緣透明，背鰭前緣有明顯的黑斑，體長可達4.9公分，屬底棲性魚類，棲息在岩礁區，生活習性不明。